# Дом общества Красного Креста (Таганрог)
Дом общества «Красного Креста» (Дом Алафузова) — старинный двухэтажный дом в центральной части Таганрога. Относится к памятникам архитектуры Таганрога. Расположен на Греческой улице, д. 104; в настоящее время в нём размещается Городская поликлиника № 2. Объект культурного наследия регионального значения (решение № 301 от 18 ноября 1992 года).

## История
Здание представляет собой два соединённых домовладения, ранее числящихся под номерами 90 и 92. Здание построено во второй половине XIX века на средства грека-коммерсанта Алексопуло. Оба дома имели одних и тех же хозяев, исключение составляет отрезок времени в конце XIX века.
В 1817—1837 годах здания принадлежали купцу Захарову, в 1837—1887 годах — таганрогской купчихе Аделаиде Николаевне Алексопуло, После смерти Аделаиды Николаевны оба здания отошли почётному гражданину города Мальтиаду Алексопуло, который владел ими в 1890—1898 годах. Дом под номером 90 принадлежал ему до начала 1900 годов, а дом под номером 92 — до середины 1890-х, потом здание было продано Антону Игнатову. У Алексопуло дом купил Эпоминонд Алафузов за 25 тысяч рублей.
В 1880 — е годы здесь размещался лазарет 5-й запасной артиллерийской бригады, размещавшейся на территории крепости.
Домовладелец Э. Н. Алафузовв в 1902 году подарил здание Таганрогской общине Красного Креста для устройства амбулатории и больницы, за что был награждён орденом св. Анны 2-й степени. Освящение больницы состоялось 14 мая 1904 года.
Сам Эпоминонд Алафузов был основателем таганрогского Общества Красного Креста. Первыми членами общества были жены: председателя правления Азовского банка Теодора Гейман, донского помещика Маркова, артиллерийского офицера Гродецкая, урождённая Краснощекова, присяжного поверенного Анна Бесчинская, а также Павел Филевский. Главным врачом общества стал Владимир Шимановский.
В 1920-х годах здания объединили, в здании разместилась первая центральная поликлиника. В 1926 году при больнице работал кабинет скорой помощи. Позднее к зданию пристроили новый корпус, примыкающий к его северо-восточному фасаду. После Великой Отечественной войны к юго-восточному фасаду пристроили кирпичную пристройку.
Во второй половине XX века здесь работало подразделение городской больницы № 3, преобразованное в 2003 году в муниципальное учреждение здравоохранения «Городская поликлиника № 2».
В настоящее время здание внесено в реестр памятников архитектуры города Таганрога .

## Архитектурные особенности
Двухэтажное здание общества «Красного Креста» построено из кирпича в стиле провинциального классицизма. Карниз здания украшен дентикулами. Арочные ворота с колоннами вели во двор дома. После Великой Отечественной войны фасад дома частично перестроен, с двух сторон к нему сделаны пристройки. После объединения здание представляет собой в плане букву «Г». Треугольный фронтон портика, выступающего за фасад поддерживают четыре дорические колонны. Здание рустовано, выкрашено в красный цвет, мелкие архитектурные детали выделены белым цветом.
В начале XX века к дому пристроили двухэтажный кирпичный дом с большим балконом.